# Tipula (Vestiplex) bicornigera
Tipula (Vestiplex) bicornigera is een tweevleugelige uit de familie langpootmuggen (Tipulidae). De soort komt voor in het Oriëntaals gebied.